# Liste von Sakralbauten im Landkreis Bad Dürkheim
Die Liste von Sakralbauten im Landkreis Bad Dürkheim gibt einen Überblick über die Kirchen, Klöster und sonstigen Sakralbauten im Landkreis Bad Dürkheim, Rheinland-Pfalz.

## Bad Dürkheim

Burgkirche

- Burgkirche
- Ludwigskirche
- Schlosskirche
- Kloster Limburg,
- Kloster Seebach
- Klosterkirche Seebach
- Kloster Schönfeld
- St. Margaretha, Stadtteil Grethen

## Grünstadt
- Martinskirche (Grünstadt)
- St.-Elisabeth-Kapelle, Grünstadt Stadtteil Asselheim
- St.-Stephans-Kapelle, Grünstadt Stadtteil Asselheim
- Peterskirche (Sausenheim)
- St. Stephan (Sausenheim)

## Verbandsgemeinde Deidesheim
- Michaelskapelle (Deidesheim)
- Protestantische Kirche (Deidesheim)
- St. Ulrich, Deidesheim
- St. Margareta, Forst an der Weinstraße
- St. Martin (Niederkirchen bei Deidesheim)
- St. Ägidius (Meckenheim (Pfalz))
- Klausenkapelle (Ruppertsberg)
- St. Martin (Ruppertsberg)

## Verbandsgemeinde Freinsheim
- Jakobskirche (Herxheim am Berg)
- Salvatorkirche (Kallstadt)
- Protestantische Kirche (Weisenheim am Berg)

## Verbandsgemeinde Leiningerland
- Jacobskirche (Höningen)

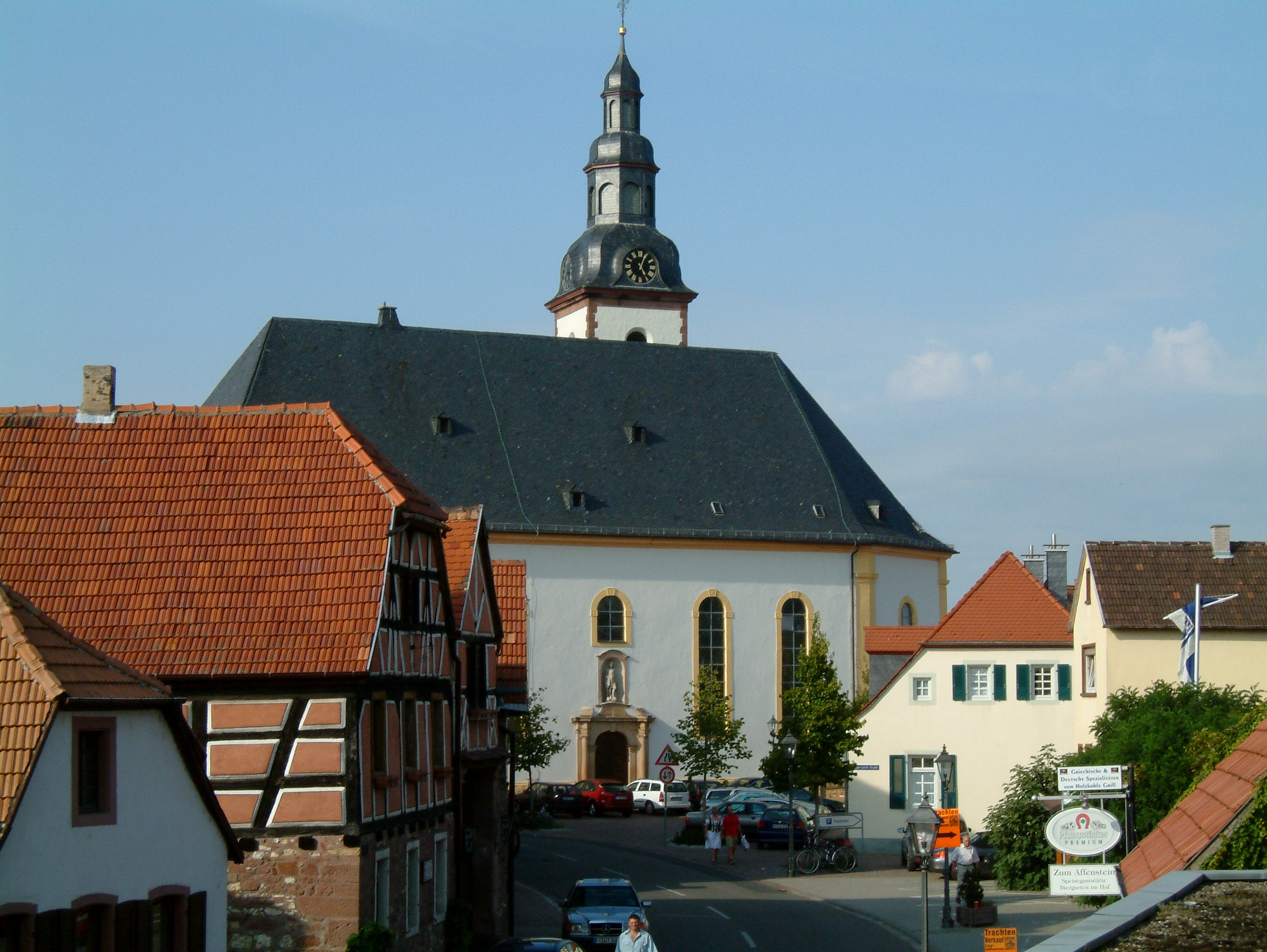
Laurentiuskirche Dirmstein

- Martinskirche (Battenberg (Pfalz))
- Heiligenkirche (Bockenheim an der Weinstraße)
- Laurentiuskirche, Dirmstein
- Jesuitenhof, Dirmstein
- Evangelische Kirche Rodenbach
- Andreaskirche, Kirchheim an der Weinstraße
- Heilig-Kreuz-Kapelle (Laumersheim)
- St. Bartholomäus (Laumersheim)
- St. Nikolaus, Neuleiningen
- Protestantische Kirche (Obersülzen)
- Protestantische Kirche (Albsheim an der Eis), Obrigheim (Pfalz)
- Protestantische Kirche (Quirnheim)
- Kloster Höningen, Altleiningen
- Kloster Hertlingshausen

## Verbandsgemeinde Lambrecht
- St. Wendelinus und Hubertus (Elmstein), Elmstein
- Herz Mariä (Elmstein)
- Mariä Heimsuchung (Elmstein)
- Kloster St. Maria (Esthal)
- Konradskirche (Esthal)
- Kloster St. Lambrecht, Lambrecht (Pfalz)
- Protestantische Kirche (Lambrecht)
- Cyriakuskapelle, Lindenberg

## Verbandsgemeinde Wachenheim
- Protestantische Kirche (Friedelsheim)
- Simultankirche St. Georg, Wachenheim an der Weinstraße